# David Thomas (eurodeputowany)
David Edward Thomas (ur. 22 stycznia 1955 w Cardiff) – brytyjski polityk, poseł do Parlamentu Europejskiego IV kadencji.

## Życiorys
Absolwent Cefn Hengoed Comprehensive School w Swansea oraz filologii angielskiej (B.A.) na Uniwersytecie Wschodniej Anglii. W 2010 na tej samej uczelni ukończył także studia prawnicze. W ramienia Partii Pracy w latach 1994–1999 sprawował mandat eurodeputowanego z okręgu Suffolk i South West Norfolk, wchodząc w skład frakcji socjalistycznej. Był członkiem m.in. Komisji ds. Rolnictwa i Rozwoju Wsi oraz w latach 1994–1995 wiceprzewodniczącym Delegacji do Wspólnej Komisji Parlamentarnej UE-Polska. W 1999 nie uzyskał reelekcji.